# 증거기반정책
증거기반정책(證據基盤政策, Evidence-based policy, EBP)은 정책학을 포함한 여러 공공정책 분야에서 사용되는 용어로, 엄격하게 검증된 객관적인 증거에 기반하여 정책적인 결정을 하려는 시도를 의미한다. 증거기반정책 수립은 공공정책이 실증적 자료나 증거보다는 직관, 경험, 가치 등에 바탕을 두고 이루어져왔다는 점에 대한 비판으로 등장하였다. 최근에 증가한 증거기반정책에 대한 수요는 과학적 증거가 정책적 의사결정의 기반이 될 때 사회적 목표가 더 잘 수행될 수 있다는 이론에 근거를 두고 있다. 증거기반정책에 대한 논의는 근거중심실무와 같은 광범위한 논의에 그 뿌리를 두고 있다. 증거기반정책은 정부 예산의 효과적 사용이라는 전통적인 행정학 이론에 부합하며, 정책 대상에 대한 주요 설득 도구인 데이터의 수집 및 분석 기술이 발전함에 따라 그 실효성이 높아지고 있다.
몇몇 사람들은 정책과 시행, 실무에서 그 효과를 측정하고 개선 가능성을 파악하기 위해 몇몇 특정 형태의 증거들, 예를 들어 과학적으로 매우 엄밀하게 통제된 무작위 배정연구 등을 정책입안자들에게 제안하였다. 그러나 정책과 관련된 지식이 모두 정량적으로 평가될 수 있는 것은 아니기 때문에 정책근거 평가 방법 및 도구에 대한 논쟁이 발생한다. 예를 들어, 인권, 사회정의, 공중의 수용성 등과 관련된 정책은 정량적인 증거가 제공하는 것(정책으로 인한 개입 효과의 정량적 평가 등) 이외의 추가적인 판단을 요구하거나 도덕적, 철학적 추론을 요구할 수 있다. 양질의 데이터와 분석 방법, 과학적 증거를 정책에 응용하는 것에 대한 정치적인 지원 등이 증거기반정책의 달성에 중요한 영향을 미친다.
일부 정책학자들은 이제 "증거기반(evidenced-based)"이라는 용어를 사용하지 않고, 대신 "증거에 합치하는(evidence informed)" 정책이라는 용어 등을 사용한다. 이러한 용어 변화는 정책의 기반이 되는 증거 자체에 대한 개선(증거의 질이나 엄밀성)의 여지를 강조함으로써 기존의 증거기반정책이라는 용어가 내포하고 있었던 환원주의적 개념과 한계 등을 피하려는 시도이다. 그럼에도 불구하고 증거기반정책이라는 용어는 여전히 널리 사용되고 있으며, 증거와 정책 사이의 상호보완적인 개선에 대한 의미를 담고 있다고도 해석할 수 있다.

## 같이 보기
- 논증 도식
- 근거중심법률
- 증거기반관리
- 증거기반치안
- 근거중심실무
- 근거중심연구
- 근거중심의학
- 자유주의적 개입주의
- 과학행진
- 넛지 이론
- 정책기반근거
- 과학의 정치화
- 과학기술 정책
- 구조적 문제
- 기술관료제
- 과학주의

## 추가 문헌
- Cartwright, Nancy; Stegenga, Jacob (2011). “A theory of evidence for evidence-based policy”. 《Proceedings of the British Academy》 171: 291–322.
- McKinnon, Madeleine C; Cheng, Samantha H; Garside, Ruth; Masuda, Yuta J; Miller, Daniel C (2015). “Sustainability: Map the evidence”. 《Nature》 528 (7581): 185–7. doi:10.1038/528185a. PMID 26659166.